# Aya Nakamura
Aya Nakamura, pseudonimo di Aya Coco Danioko (Bamako, 10 maggio 1995), è una cantante maliana naturalizzata francese.

## Biografia
È nata nella capitale maliana di Bamako in una famiglia di griot (cantastorie), la prima di cinque fratelli. La sua famiglia si è poi stabilita nel sobborgo parigino di Aulnay-sous-Bois, dove è cresciuta e si è formata professionalmente. Il suo nome d'arte trae ispirazione dal personaggio della serie Heroes Hiro Nakamura.
La cantante ha iniziato a pubblicare la propria musica online nel 2014, cominciando da una traccia chiamata Karma apparsa sul suo profilo Facebook. Notata dai talent scout della Warner Music France, Aya Nakamura ha firmato un contratto discografico con l'etichetta discografica, sotto la quale ha pubblicato nel 2017 il suo album di esordio Journal intime, che ha raggiunto il sesto posto nella classifica francese ed è stato certificato disco di platino per aver venduto oltre 100 000 copie a livello nazionale. L'album contiene il singolo Comportement, anch'esso certificato disco di platino per le 200 000 copie vendute.

### La svolta conNakamura(2018-2019)
Il 6 aprile 2018 Aya Nakamura ha pubblicato il brano Djadja, grazie al quale ha espanso il suo successo al di là dalle frontiere: è rimasto per due settimane consecutive al numero uno in Francia, raggiungendo la prima posizione anche nei Paesi Bassi e ottenendo successo in Belgio, Svezia e Svizzera.
A Djadja ha fatto seguito il singolo Copines, messo in commercio il 24 agosto 2018, che ha regalato alla cantante la sua seconda numero uno in madrepatria. Entrambi i singoli hanno anticipato il suo secondo album in studio, Nakamura: esso è stato pubblicato il 2 novembre successivo ed è giunto al terzo posto nella classifica francese, mentre è rientrato in top ten in Vallonia e nei Paesi Bassi. In seguito è stato premiato con il disco di diamante dalla SNEP per aver venduto oltre 500 000 copie.
Nel gennaio 2019 la cantante ha vinto l'European Music Moves Talent Award come miglior artista urban, mentre il mese successivo ha ricevuto due candidature ai Victoires de la musique, una come miglior album urban per Nakamura e una come canzone dell'anno per Djadja. Il 10 aprile 2019 viene pubblicato il terzo estratto dall'album, Pookie, accompagnato dal relativo videoclip. Il brano ha ricevuto due remix: uno con il rapper statunitense Lil Pump, al fine di promuoverlo maggiormente nei paesi anglofoni, e uno con il rapper italiano Capo Plaza; quest'ultimo riesce a raggiungere il secondo posto della Top Singoli ed è stato in seguito certificato triplo disco di platino dalla FIMI per le 210 000 copie vendute.
Il 25 ottobre 2019 è stata pubblicata la riedizione di Nakamura, con l'aggiunta di cinque nuove canzoni, tra cui i singoli Soldat e 40%, che è rientrata in top five in Francia. A dicembre Aya Nakamura è risultata l'artista francese più riprodotta sulle piattaforme Spotify e YouTube.

### Aya(2020-2021)
Il 3 gennaio 2020 viene resa nota la partecipazione di Nakamura al festival di Coachella, poi annullato a causa della pandemia di COVID-19. A giugno viene pubblicato un terzo remix di Djadja che vede la partecipazione del cantante colombiano Maluma, mentre il 17 luglio ritorna sulle scene con l'inedito Jolie nana, che esordisce in cima alla classifica francese. Ad esso ha fatto seguito nel mese di ottobre Doudou.
Entrambi i singoli hanno promosso la pubblicazione del terzo album in studio, Aya, avvenuta il 13 novembre 2020. Aya ha debuttato al secondo posto della classifica degli album francese e a un anno e mezzo di distanza è stato premiato con il doppio disco di platino per aver superato la soglia delle 200 000 copie vendute in Francia. Grazie al disco, la cantante si è aggiudicata il suo primo riconoscimento ai Victoires de la Musique nel 2022, nella sezione di album di un'artista femminile più riprodotto.

### DNK(2021-presente)
Nel 2021 ha inciso insieme al gruppo musicale dei Major Lazer e al rapper Swae Lee il brano C'est cuit ed ha collaborato ancora una volta con Capo Plaza al singolo di lui Panama; inoltre, ha pubblicato un nuovo inedito, Bobo.
È ritornata sulle scene circa un anno più tardi, con la pubblicazione del singolo Dégaine in collaborazione del rapper connazionale Damso. Il brano ha registrato un ottimo successo commerciale in Francia, dove ha esordito al vertice della classifica dei brani. Le successive due pubblicazioni, Méchante e il singolo promozionale VIP, sono state accolte moderatamente dal pubblico francese. A dicembre dello stesso anno, Aya ha avviato ufficialmente la sua nuova era musicale con il singolo SMS che, insieme al successore Baby, ha anticipato l'uscita del quarto album DNK avvenuta nel 2023.
DNK, primo album numero uno nella classifica francese per la cantante, è stato promosso attraverso un tour che ha visitato la Francia, il resto d'Europa, l'Africa e i Dipartimenti d'oltremare francesi nel corso di tutto il 2023. Un'edizione deluxe dell'album, contenente tre tracce inedite, è stata pubblicata a fine estate, durante la promozione del progetto.

## Discografia
- 2017 – Journal intime
- 2018 – Nakamura
- 2020 – Aya
- 2023 – DNK

## Tournée
- 2019 – Nakamura Tour
- 2023/24 – DNK Tour